# Michael Eduard Regenbrecht
Michael Eduard Regenbrecht (ur. 22 sierpnia 1791 w Braniewie, zm. 9 czerwca 1849 we Wrocławiu) – niemiecki prawnik i profesor.

## Życiorys
Michael Regenbrecht był początkowo przygotowywany do zawodu kupieckiego, ale postanowił studiować prawo na Uniwersytecie Wrocławskim. Studia przerwał w 1813 roku, aby uczestniczyć w Prusach w wojnie wyzwoleńczej. W czasie prowadzonych działań, już w stopniu oficera, został odznaczony Krzyżem Żelaznym II Klasy. Po zakończeniu służby wojskowej kontynuował studia prawnicze i studiował na uniwersytetach we Wrocławiu, Getyndze i Berlinie. W czasie studiów był w 1817 współzałożycielem bractwa Teutonia Breslau. W 1820 w Berlinie uzyskał doktorat z prawa. W tym samym roku habilitował się pod kierunkiem prof. Ernsta Theodora Gauppa na Uniwersytecie Wrocławskim.
W 1821 Regenbrecht uzyskał mianowanie na stanowisko profesora nadzwyczajnego, a w 1826 roku mianowano go profesorem zwyczajnym na Uniwersytecie Wrocławskim. Stanowisko to sprawował aż do śmierci. W latach 1843 i 1844 był ponadto wybierany na stanowisko rektora Uniwersytetu Wrocławskiego.
W 1845, pod wpływem krytyki Kościoła przez Johannesa Rongego, Regenbrecht wystąpił z Kościoła katolickiego. Powody wystąpienia podał w 1844 roku w dwustronicowej ulotce zatytułowanej: Erklärung des Prozessors des kanonischen Rechts an der hiefigen Universität ... an den Bisthums Verweser und Weihbischof der Latussek über sein Ausscheiden aus der römisch-katholischen Kirche... (Wrocław 1844). Stwierdzał w niej, że Kościół katolicki jest mało postępowy, a ekskomunika księdza Rongego obraziła jego delikatne uczucie religijne.
Pod koniec 1846 wystąpił również ze wspólnoty Kościoła niemieckokatolickiego (Deutsch-Katholische Kirche), gdyż w nim, pod przewodnictwem lekarza i botanika Christiana Gottfrieda Daniela Neesa von Esenbeck, nie widział dla siebie przyszłości. Podczas gdy Johannes Ronge popierał działania radykalne i o tendencjach socjalistycznych, prof. Regenbrecht prezentował linię umiarkowaną, popieraną przez liberalne i racjonalistycznie nastawione kręgi mieszczańskie.
Zmarł we Wrocławiu na cholerę.
Johann Josef Regenbrecht, katolicki teolog i filozof, był jego bratem.